# Савань
Са́вань, Савін або Самайн (ірл. Samhain, вимова [ˈsˠauwənʲ]) — кельтське свято завершення сільськогосподарських робіт — повернення стад тварин з літніх пасовиськ та завершення збирання урожаю. Вважався завершенням річного циклу і початком нового. Тривало свято сім діб — три до початку Саваня, три після Саваня та сам день Саваня. Після прийняття кельтами християнства день Саваня збігся з Днем Всіх Святих, але сама традиція святкування була частково втрачена, частково трансформована.
У частини кельтів, предків сучасних ірландців, шотландців та менців, слово samhain означало також третій місяць осені. У шотландській мові (деякі риси якої дуже схожі на північні діалекти ірландської мови) Samhain або an t-Samhain (з означеним артиклем) — назва місяця, аналогічного листопаду. У сучасній ірландській мові Mí na Samhna (мі на савна) — листопад, місяць савня.

## Історія
У давніх кельтів, безпосередніми нащадками яких є сучасні ірландці, шотландці, валійці (кімври) та бретонці, рік ділився на дві частини — темну (з листопада по березень включно) та світлу (з квітня по жовтень включно). Зміна частин року так само як і зміна місяців року відбувалась в ніч нового місяця (сонячно-місячний календар). З настанням темної частини року святкувався Новий рік. У давніх кельтів місяць листопад називався Самоніос. За латинськими джерелами у давніх кельтів свято називалося «Три ночі Самоніоса» («Trinux Samonii»). Настання світлої частини року теж відзначалася святом — ночами Гіамоніуса.
Після прийняття християнства кельтськими народами свято довгий час продовжували шанувати. Так в Ірландії, в столиці королівства Ірландія — в Тарі свято продовжували відзначати і після прийняття християнства з дотриманням всіх традицій та звичаїв, з великим зібранням народу, урочисто аж до XII століття до завоювання Ірландії англо-саксами.
Відмічають, що в кельтів Британії свято зі смертю і надприродним (помирав рік і народжувався новий), але в той же час немає ніяких доказів, що в язицькі часи свято мало ще якесь значення крім сезонного та сільськогосподарського. Після прийняття християнства в багатьох колишніх кельтських країнах свято поступово почало сприйматися як темне, поганське, містичне. Пізніше в цей день почали відмічати День Всіх Святих, що перетворився в деяких країнах в сучасний Хелловін.

## Звичай та ритуал
Свято відмічалось одночасно як День поповнення стад худоби, День урожаю, Новий рік, День вшанування предків. День сприймався як містичний і з певним страхом — вважалося, що не всім судилося перейти зі старого року в новий, вважалося, що в цей день помирають люди, які порушили свої гейси (геші) — індивідуальні заборони, табу, іноді досить дивні і нелогічні, що накладалися друїдами (наприклад, не полювати на птахів чи не носити яскравий одяг і т. д.) Апогей свята був приблизно у ніч з 31 жовтня на 1 листопада (але завжди у ніч нового місяця). Вважалося, що після цього вже не можна збирати урожай. Традиційно під час свята громада ділила урожай, визначала, яка худоба лишиться до весни, а яка піде на їжу зимою. Напередодні і під час свята різали худобу, засолювали м'ясо на зиму, робили запаси на зиму.
Під час святкування палили вогнища, приносили в жертву тварин, друїди кидали в вогонь кістки тварин, а потім по малюнку і тріщинам які виникали на кістках віщували майбутнє. Через вогонь стрибали люди, або проходили між двома вогнями. Це вважалося очищенням вогнем. Між вогнями проводили скотину.
За легендою, в ніч свята стиралася межа між світами мертвих і живих та душі забирали з собою людей, які порушували закони праведного життя (гейси). Щоб обдурити нечисту силу, люди вбиралися в шкури тварин, а входи до будинку захищали оберегами. За переказами, це були ліхтарі вирізані з овочів, як зараз гарбуз на Хелловін.
У Камбрії до цього часу до Саваня печуть хліб у формі рогів, щоб привітати зиму чи то бога зими. Римляни асоціювали кельтське свято Саваня зі своїм святом Лемуріями — святом вшанування мертвих, хоча римляни святкували Лемурії 13 травня.

### Савань в Україні
У наш час в Україні Савань святкують шанувальники кельтської культури та представники «кельтської» субкультури. У Києві, Львові, Одесі, Луганську, Дніпрі у цей день проводяться фестивалі кельтської культури, виступають музичні колективи кельтської етномузики. Загалом це свято нагадує більше День святого Патрика, аніж справжній Савань чи День Всіх Святих.